# Saint-Laurent-d’Aigouze
Saint-Laurent-d’Aigouze – miejscowość i gmina we Francji, w regionie Oksytania, w departamencie Gard.
Według danych na rok 1990 gminę zamieszkiwały 2323 osoby, a gęstość zaludnienia wynosiła 26 osób/km² (wśród 1545 gmin Langwedocji-Roussillon Saint-Laurent-d’Aigouze plasuje się na 162. miejscu pod względem liczby ludności, natomiast pod względem powierzchni na miejscu 11.).